# 123-й меридіан східної довготи
123-й меридіан східної довготи — лінія довготи, що лежить на 123 градуси східніше Гринвіцького меридіана. Вона проходить від Північного полюса через Північний Льодовитий океан, Азію, Індійський океан, Австралазію, Південний океан та Антарктиду до Південного полюса.
123-й меридіан східної довготи формує велике коло разом із 57-мим меридіаном західної довготи.

## Список географічних об'єктів, що перетинає 123° сх. д.
Починаючи на Північному полюсі та рухаючись до Південного полюса, 123-й меридіан східної довготи проходить через:
| Координати                                                   | Країна, територія або море | Примітки                                                                                      |
| ------------------------------------------------------------ | -------------------------- | --------------------------------------------------------------------------------------------- |
| 90°0′ пн. ш. 123°0′ сх. д. / 90.000° пн. ш. 123.000° сх. д.  | Північний Льодовитий океан |                                                                                               |
| 78°2′ пн. ш. 123°0′ сх. д. / 78.033° пн. ш. 123.000° сх. д.  | Море Лаптєвих              |                                                                                               |
| 72°57′ пн. ш. 123°0′ сх. д. / 72.950° пн. ш. 123.000° сх. д. | Росія                      |                                                                                               |
| 53°30′ пн. ш. 123°0′ сх. д. / 53.500° пн. ш. 123.000° сх. д. | КНР                        | Хейлунцзян Внутрішня Монголія Хейлунцзян Внутрішня Монголія Цзілінь Внутрішня Монголія Ляонін |
| 39°40′ пн. ш. 123°0′ сх. д. / 39.667° пн. ш. 123.000° сх. д. | Жовте море                 | Проходить східніше Шаньдунського півострова, Шаньдун, КНР                                     |
| 33°17′ пн. ш. 123°0′ сх. д. / 33.283° пн. ш. 123.000° сх. д. | Східнокитайське море       | Проходить східніше островів Чжоушань, Чжецзян, КНР                                            |
| 24°28′ пн. ш. 123°0′ сх. д. / 24.467° пн. ш. 123.000° сх. д. | Японія                     | Проходить через острів Йонаґуні                                                               |
| 24°26′ пн. ш. 123°0′ сх. д. / 24.433° пн. ш. 123.000° сх. д. | Філіппінське море          |                                                                                               |
| 14°7′ пн. ш. 123°0′ сх. д. / 14.117° пн. ш. 123.000° сх. д.  | Філіппіни                  | Проходить через острів Лусон                                                                  |
| 13°31′ пн. ш. 123°0′ сх. д. / 13.517° пн. ш. 123.000° сх. д. | Затока Рагай[en]           |                                                                                               |
| 13°9′ пн. ш. 123°0′ сх. д. / 13.150° пн. ш. 123.000° сх. д.  | Філіппіни                  | Проходить через острів Буріас                                                                 |
| 13°0′ пн. ш. 123°0′ сх. д. / 13.000° пн. ш. 123.000° сх. д.  | Море Сібуян                |                                                                                               |
| 11°30′ пн. ш. 123°0′ сх. д. / 11.500° пн. ш. 123.000° сх. д. | Філіппіни                  | Проходить через острів Панай                                                                  |
| 11°5′ пн. ш. 123°0′ сх. д. / 11.083° пн. ш. 123.000° сх. д.  | Протока Гуймарас[en]       |                                                                                               |
| 10°55′ пн. ш. 123°0′ сх. д. / 10.917° пн. ш. 123.000° сх. д. | Філіппіни                  | Проходить через острів Негрос                                                                 |
| 9°3′ пн. ш. 123°0′ сх. д. / 9.050° пн. ш. 123.000° сх. д.    | Море Сулу                  |                                                                                               |
| 8°25′ пн. ш. 123°0′ сх. д. / 8.417° пн. ш. 123.000° сх. д.   | Філіппіни                  | Проходить через острів Мінданао                                                               |
| 7°28′ пн. ш. 123°0′ сх. д. / 7.467° пн. ш. 123.000° сх. д.   | Море Сулавесі              |                                                                                               |
| 0°58′ пн. ш. 123°0′ сх. д. / 0.967° пн. ш. 123.000° сх. д.   | Індонезія                  | Проходить через півострів Мінагаса на острові Сулавесі                                        |
| 0°30′ пн. ш. 123°0′ сх. д. / 0.500° пн. ш. 123.000° сх. д.   | Затока Томіні              |                                                                                               |
| 0°37′ пд. ш. 123°0′ сх. д. / 0.617° пд. ш. 123.000° сх. д.   | Індонезія                  | Проходить через Східний півострів на острові Сулавесі                                         |
| 0°54′ пд. ш. 123°0′ сх. д. / 0.900° пд. ш. 123.000° сх. д.   | Протока Пеленг             |                                                                                               |
| 1°12′ пд. ш. 123°0′ сх. д. / 1.200° пд. ш. 123.000° сх. д.   | Індонезія                  | Проходить через острів Пеленг                                                                 |
| 1°31′ пд. ш. 123°0′ сх. д. / 1.517° пд. ш. 123.000° сх. д.   | Море Банда                 | Проходить західніше острова Менуї, Індонезія                                                  |
| 4°0′ пд. ш. 123°0′ сх. д. / 4.000° пд. ш. 123.000° сх. д.    | Індонезія                  | Проходить через острів Вовоні[en]                                                             |
| 4°12′ пд. ш. 123°0′ сх. д. / 4.200° пд. ш. 123.000° сх. д.   | Море Банда                 | Проходить східніше острова Сулавесі, Індонезія                                                |
| 4°23′ пд. ш. 123°0′ сх. д. / 4.383° пд. ш. 123.000° сх. д.   | Індонезія                  | Проходить через острів Бутон                                                                  |
| 4°56′ пд. ш. 123°0′ сх. д. / 4.933° пд. ш. 123.000° сх. д.   | Море Банда                 |                                                                                               |
| 5°9′ пд. ш. 123°0′ сх. д. / 5.150° пд. ш. 123.000° сх. д.    | Індонезія                  | Проходить через острів Бутон                                                                  |
| 5°23′ пд. ш. 123°0′ сх. д. / 5.383° пд. ш. 123.000° сх. д.   | Море Банда                 |                                                                                               |
| 8°17′ пд. ш. 123°0′ сх. д. / 8.283° пд. ш. 123.000° сх. д.   | Індонезія                  | Проходить через острови Флорес, Адонара[en] та Солор[en]                                      |
| 8°30′ пд. ш. 123°0′ сх. д. / 8.500° пд. ш. 123.000° сх. д.   | Море Саву                  |                                                                                               |
| 10°44′ пд. ш. 123°0′ сх. д. / 10.733° пд. ш. 123.000° сх. д. | Індонезія                  | Проходить через острів Роте[en]                                                               |
| 10°52′ пд. ш. 123°0′ сх. д. / 10.867° пд. ш. 123.000° сх. д. | Індійський океан           |                                                                                               |
| 12°14′ пд. ш. 123°0′ сх. д. / 12.233° пд. ш. 123.000° сх. д. | Австралія                  | Проходить через острови Ашмор і Картьє                                                        |
| 12°17′ пд. ш. 123°0′ сх. д. / 12.283° пд. ш. 123.000° сх. д. | Індійський океан           |                                                                                               |
| 16°23′ пд. ш. 123°0′ сх. д. / 16.383° пд. ш. 123.000° сх. д. | Австралія                  | Західна Австралія                                                                             |
| 33°52′ пд. ш. 123°0′ сх. д. / 33.867° пд. ш. 123.000° сх. д. | Індійський океан           | Австралія визнає цю акваторію частиною Південного океану[1][2]                                |
| 60°0′ пд. ш. 123°0′ сх. д. / 60.000° пд. ш. 123.000° сх. д.  | Південний океан            |                                                                                               |
| 66°40′ пд. ш. 123°0′ сх. д. / 66.667° пд. ш. 123.000° сх. д. | Антарктида                 | Проходить через Австралійську антарктичну територію (претендує Австралія)                     |